# Code of Princess
Code of Princess (コード・オブ・プリンセス?, Kōdo obu Purinsesu) è un action RPG del 2012 pubblicato per Nintendo 3DS da Agatsuma Entertainment. Creato da Kinu Nishimura, il titolo presenta similarità con il videogioco Guardian Heroes, realizzato da Treasure per Sega Saturn.

## Modalità di gioco
Code of Princess è un videogioco hack and slash che presenta diverse modalità di gioco e oltre 50 personaggi giocabili.
Nella modalità giocatore singolo c'è una modalità campagna basata su una trama con diversi scenari in cui sono giocabili solo quattro personaggi (Solange, Ali, Lady Zozo e Allegro), una modalità "free play" che consente di giocare a qualsiasi scenario di campagna con ogni personaggio disponibile, e una modalità bonus in cui sono sbloccati scenari aggiuntivi che devono essere battuti con requisiti specifici.
Il gioco ha anche elementi RPG: al completamento di uno scenario, il giocatore riceve punti esperienza, denaro e talvolta equipaggiamento da usare sui personaggi giocabili. Quando un personaggio sale di livello, il giocatore può assegnare punti di stato liberamente. C'è anche una modalità multigiocatore che supporta il gioco locale e di rete in cui i giocatori possono giocare in modo cooperativo in diversi scenari, o possono combattersi (in un massimo di quattro giocatori) l'uno contro l'altro.

## Trama
In un mondo medievaleggiante popolato da umani e mostri, la principessa Solange Blanchefleur de Lux viene esiliata dal suo Regno di DeLuxia dopo che questo è stato attaccato dai mostri, del cui fatto l'esercito Distron accusa la stessa famiglia reale. In possesso della spada leggendaria DeLuxcalibur, Solange si mette alla ricerca della causa del comportamento violento dei mostri, evitando allo stesso tempo l'esercito Distron, che vuole la sua spada.
Durante il viaggio Solange incontra diverse persone, tra cui la ladra Ali Baba, la negromante Lady Zozo (dall'aspetto simile a uno zombi), il bardo/saggio Allegro, l'artista marziale Master T Drakkhen, il samurai cieco "Shooting Star" Tsukikage, il gatto/mercante Marcopolis Neko e la suora guerriera Helga Wilhelmina. Lady Zozo, Master T e Tsukikage si uniscono a Solange perché si sentono "attratti" dalla spada. Lady Zozo spiega che il corpo con cui la vedono non è quello vero, ma una specie di cadavere costruito con "pezzi di ricambio" animati dalla magia, perché il suo vero corpo è stato rubato. Solange e il suo gruppo alla fine apprendono che è Distiny, regina e leader dell'armata Distron, a manovrare gli attacchi dei mostri: il gruppo quindi combatte i generali dell'esercito, che includono il ninja Baku Juppongi (conoscente di Ali), la strega Alchemia e Liongate (che in realtà è Schwarz, il fratello di Solange al quale è stato fatto il lavaggio del cervello).
Il team di Solange alla fine scopre che Distiny è in realtà un'identità di copertura per l'angelo caduto Dios Diablos Distille, che in passato ha cercato di distruggere il mondo ma è stata sconfitta, e ora sta cercando di recuperare le sue forze per riprovarci. Lady Zozo rivela che il suo vero nome è Milk Macchiato e che il suo corpo è stato rubato da Alchemia, che in realtà è sua sorella Cocoa; anche a Cocoa è stato rubato il proprio corpo da Distiny. Capiscono anche che la fonte di energia di Distille consiste in un Codice e nella Pietra dell'Empireo, e che gli dei hanno creato la Pietra e i mostri come mezzo per tenere sotto controllo la popolazione umana, perché in passato essa è aumentata senza controllo e si è quasi autodistrutta. Schwartz spiega che Solange possiede un proprio Codice in grado di contrastare quello di Distille.
Il gruppo pensa di distruggere la Pietra, ma non lo fa poiché è anche la fonte della magia del mondo e dei mostri, e procede quindi a confrontarsi con Distille, che rivela di aver sigillato il suo Codice in un gruppo di umani (Lady Zozo, Master T e Tsukikage) e di averli attirati per venire da lei, e che aveva anche bisogno della DeLuxcalibur per rimettere insieme il suo Codice e tornare pienamente in vita; tuttavia, il piano di Distille fallì perché Lady Zozo non si trovava nel suo vero corpo, e quindi non ha il Codice completo di Distille sigillato in lei. Una Distille indebolita è costretta a fuggire verso la Torre di Wrenne, dove si trova la Pietra dell'Empireo, sigillandosi al suo interno e insultando Solange, dicendole che lei non oserà distruggere la pietra poiché conosce pienamente le conseguenze di ciò, poi minaccia di tornare mille anni dopo in piena forza. Esistono due finali possibili, a seconda di ciò che Solange decide di fare con la Pietra:
- La Pietra rimane intatta: le cose rimangono così come sono, e Solange è fiduciosa nel fatto che in futuro i discendenti di tutti loro saranno in grado di sconfiggere Distille. Il gruppo quindi continua il viaggio per restituire a Lady Zozo il suo vero corpo.
- La Pietra viene distrutta: Solange distrugge la pietra usando DeLuxcalibur, e Distille viene sconfitta; questo fa sì che, come effetto collaterale, la magia e i mostri scompaiano. Inoltre, Lady Zozo e Cocoa riottengono i loro veri corpi.

## Accoglienza
Il gioco ha ricevuto un'accoglienza mista, ma perlopiù positiva. Su Metacritic ha un punteggio di 67 su 100 basato su 38 recensioni. Lucas M. Thomas di IGN gli ha assegnato un voto di 6,9 su 10. Heidy Kemps di GameSpot lo ha valutato con 7 su 10.